# Rollercoaster (singel)
Rollercoaster – drugi singel oraz utwór niemieckiego DJ-a i producenta - Tomcrafta, wydany 21 października 1995 w Niemczech przez wytwórnię Kosmothority (wydanie 12"). Utwór nie został wydany na żadnym albumie Tomcrafta. Na singel składają się 2 utwory: Rollercoaster  (w dwóch wersjach) i Downhill Experience.

## Lista utworów
1. Rollercoaster (1st Looping) (8:21)
2. Rollercoaster (2nd Looping) (5:53)
3. Downhill Experience (6:21)